# Roman Juszkiewicz
Roman Juszkiewicz est un physicien et astrophysicien polonais né le 9 août 1952 à Varsovie et mort le 28 janvier 2012. Juszkiewicz étudie à l'Université d'État de Moscou Lomonossov (en russe, Московский государственный университет им. М. В. Ломоносова) et à l'Université de Varsovie. Il a été l'élève de Yakov Borisovich Zel'dovich et doctorant de Marek Demiański.